# Akademie der marxistisch-leninistischen Organisationswissenschaft
Die Akademie der marxistisch-leninistischen Organisationswissenschaft der DDR (AMLO) war eine zwischen 1969 und 1973 bestehende wissenschaftliche Einrichtung in Ost-Berlin. Sie umfasste einen Ausstellungsbereich, Forschungs- und Weiterbildungseinrichtungen und ein Rechenzentrum. Sie sollte führende Kader aus Partei, Wirtschaft und Verwaltung mit den Methoden der elektronischen Datenverarbeitung und der Marxistisch-leninistischen Organisationswissenschaft (MLO) vertraut machen.

## Geschichte und Gebäude
Die Akademie wurde 1969 auf einem Waldgelände in der Wuhlheide in Berlin-Köpenick errichtet. Sie wurde am 30. September 1969 in Anwesenheit von Walter Ulbricht eröffnet und diente der Ausbildung von Kadern in marxistisch-leninistischer Organisationswissenschaft auf den Gebieten der Kybernetik, Datenverarbeitung und Operationsforschung. Das Gebäude wurde von Richard Paulick entworfen, Willi Neubert gestaltete die Fassade.
Nach dem VIII. Parteitag der SED 1971 entschied das Politbüro der SED im Oktober, die AMLO und mit ihr die Abteilungen Systematische Heuristik und Operationsforschung aufzulösen. Walter Ulbricht wurde im Mai 1971 durch Erich Honecker abgelöst. Die Abteilung Systematische Heuristik wurde Ende Februar 1972 durch die SED für aufgelöst erklärt. Die Akademie wurde 1973 nach der Ablösung Ulbrichts von seinen Funktionen aufgelöst. In das Gebäude zog das Zentralinstitut für Information und Dokumentation. Das Organisations- und Rechenzentrum mit fünf Ausstellungshallen wurde nach 1990 abgerissen. Heute wird das Areal als Innovationspark Wuhlheide bezeichnet.

## Aktivitäten

### Ausstellung und Lehrgänge
Die sechs Themenkomplexe der Ausstellung zum NÖSPL umfassten 42 Unterpunkte. Die DEWAG erstellte ein 2200 Seiten umfassendes Gestaltungsbuch, 5500 Grafiken, 2350 Dias, 35 automatisierte Vorträge, 15 wissenschaftlich-technische Filme, 35 eingerichtete und ausgestattete Vortragsräume und Kabinette, ein sogenanntes Trainingszentrum mit 30 Bedienplätzen und Arbeitsräumen, zwei sogenannte Einweisungszentren und verschiedene „Lehrmaschinen für programmierte Wissensvermittlung“, darunter jeweils zwölf Examinatoren und Repetitoren aus der Sowjetunion und 45 Prolema-Maschinen aus DDR-Produktion. Die Lehrgänge sollten fünf Tage mit einem Arbeitsaufwand von 42 Stunden dauern und pro Durchgang circa 120 Teilnehmer umfassen.

### Abteilung Systematische Heuristik
Durch direkte Intervention von Walter Ulbricht wurde 1969 die bisher an der TH Karl-Marx-Stadt angesiedelte Arbeitsgruppe Methodologie in die Abteilung der Systematischen Heuristik eingegliedert und Teil der Berliner Akademie. Die Abteilung SH arbeitete unter Leitung von Johannes Müller mit 25 aus Universitäten, Technischen Hochschulen und der DDR-Industrie rekrutierten Naturwissenschaftlern und Ingenieuren. Ihre Aufgabe bestand darin, die Systematische Heuristik in vier Großforschungszentren der DDR einzuführen, den Wirkungsgrad der wissenschaftlichen Arbeit zu erhöhen sowie Mitarbeiter in Forschung und Entwicklung methodisch zu schulen.